# Бернгард Фосс
Бернгард Фосс (нім. Bernhard Voß; 29 червня 1892, Вупперталь, Німецька імперія — 4 лютого 1947, Прага, Чехословаччина) — бригадефюрер СС і генерал-майор військ СС.

## Біографія

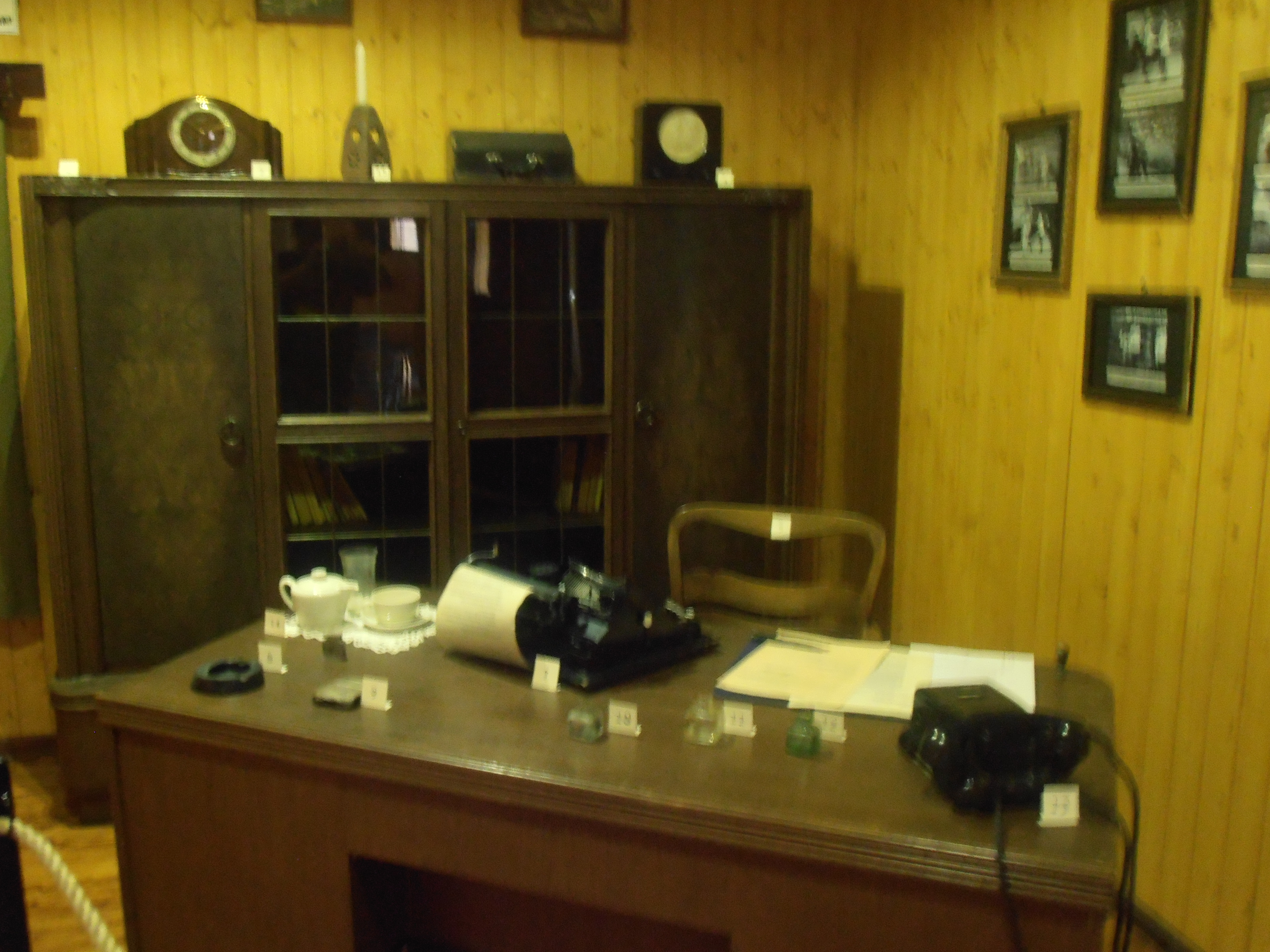
Особистий кабінет Фосса у Пусткові.

Учасник Першої світової війни. З 1920 року служив у поліції. Член НСДАП і СС. В 1935—1938 роках — командир юнкерської школи СС у Бад-Тельці. Від листопада 1939 до початку 1941 року служив у 6-му штандарті підрозділів СС «Мертва голова». З листопада 1941 по липень 1942 року — командир військового полігону СС «Богемія» в Бенешові. З листопада 1942 по вересень 1944 року — комендант військового полігону СС «Гайделаґер» (також відомий як табір праці Пустков) у Дембиці. В 1947 році за військові злочини засуджений до смертної кари і повішений у Празі.

## Звання
- Оберштурмбаннфюрер СС (2 квітня 1935)
- Штандартенфюрер СС (9 листопада 1935)
- Оберфюрер СС (30 січня 1938)
- Оберфюрер резерву СС (грудень 1939)
- Бригадефюрер СС і генерал-майор військ СС (9 листопада 1942)

## Нагороди

### Перша світова війна
- Залізний хрест 2-го і 1-го класу
- Нагрудний знак «За поранення» в чорному

### Міжвоєнний період
- Почесний хрест ветерана війни з мечами
- Кільце «Мертва голова»
- Почесна шпага рейхсфюрера СС

### Друга світова війна
- Хрест Воєнних заслуг 2-го і 1-го класу з мечами